# 龙王庙 (湟源县)
龙王庙，位于中国青海省湟源县城郊乡万丰村，为青海省市县级文物保护单位，公布日期为2000年10月18日，类型为古建筑。
龙王庙的历史年代为清。